# Ray (Arizona)
Ray è un centro abitato della contea di Pinal, Arizona, Stati Uniti; è principalmente conosciuto per la grande miniera di rame nelle vicinanze. Prende il nome dalla vicina miniera di Ray, che venne stabilita dalla Ray Copper Company nel 1882, intitolata alla sorella di uno dei minatori, il cui nome era Bullinger.
La città di Kearny fu fondata dalla Kennecott Mining Company nel 1958 come comunità pianificata per ospitare le popolazioni di Ray, Barcelona e Sonora, che stavano per essere avvolte dalla miniera di rame di Kennecott. Il trasferimento a Kearny iniziò nel 1958.
La Copper Basin Railway attraversa la città.